# Echinolittorina peruviana
Echinolittorina peruviana es una especie de molusco gasterópodo de la familia Littorinidae. Vive en la costa sudamericana del Pacífico.

## Características
Poseen una concha con forma globosa, pequeños desde 0.5 cm hasta 1.5 cm, de espira generalmente baja y puntiaguda. Está formada por cuatro anfractos, los que están separados entre sí por una profunda sutura. Tiene una abertura amplia y ovalada en cuya base interna se observa una línea blanca, curvada hacia la columela. Posee un margen externo delgado y una columela ligeramente cóncava, en tonos café lechoso. Su coloración externa, muy característica, posee líneas blancas y negras en forma de zig-zag vertical. La escultura externa es lisa, aunque se pueden observar finas estrías espirales cuando se hace una revisión minuciosa.
Jordan y Ramorino (1975) indican que la fecundación es interna. La cópula se lleva a cabo durante todo el día en marea baja, con oleaje moderado y en sustratos.

## Hábitat
Se distribuye entre el norte Ecuador e Isla Mocha, en Chile. Esta especie caracteriza la zona supralitoral, viviendo generalmente en grupos y donde reciba salpicadura de las olas, aunque es capaz de resistir fuertemente la acción de la desecación, al observársele en sectores donde queda muy expuesta al sol por largos períodos, sobre todo cuando ocurren los ciclos de mareas más bajas. Los juveniles de la especie, que son de color negro, ocupan rocas menos expuestas a la acción del oleaje, en pequeñas grietas donde se protegen y mantienen la humedad. Habita grietas y fisuras de la zona intermareal rocosa.

## Fauna acompañante
La fauna acompañante que se encuentra en la zona submareal rocosa acompañando a la Littorina peruviana se encuentran crustáceos como el cangrejo de rocas (Grapsus grapsus), el erizo negro (Tetrapygus niger), lapa (Patella vulgata), choros (Perumytilus purpuratus), algas como Codium sp. y Ulva sp.

## Estado de conservación
Es una especie no explotada, por su pequeño tamaño, por lo cual, no se hace factible su utilización para consumo humano.

## Nombre común
- Perú: Caracol cebra, litorina peruana.
- Chile: Caracol cebra, lluca, caracol pijama.